# Forcipomyia labidentis
Forcipomyia labidentis är en tvåvingeart som beskrevs av Yu och Zhang 1982. Forcipomyia labidentis ingår i släktet Forcipomyia och familjen svidknott. Inga underarter finns listade i Catalogue of Life.